# Табличка из Капуи

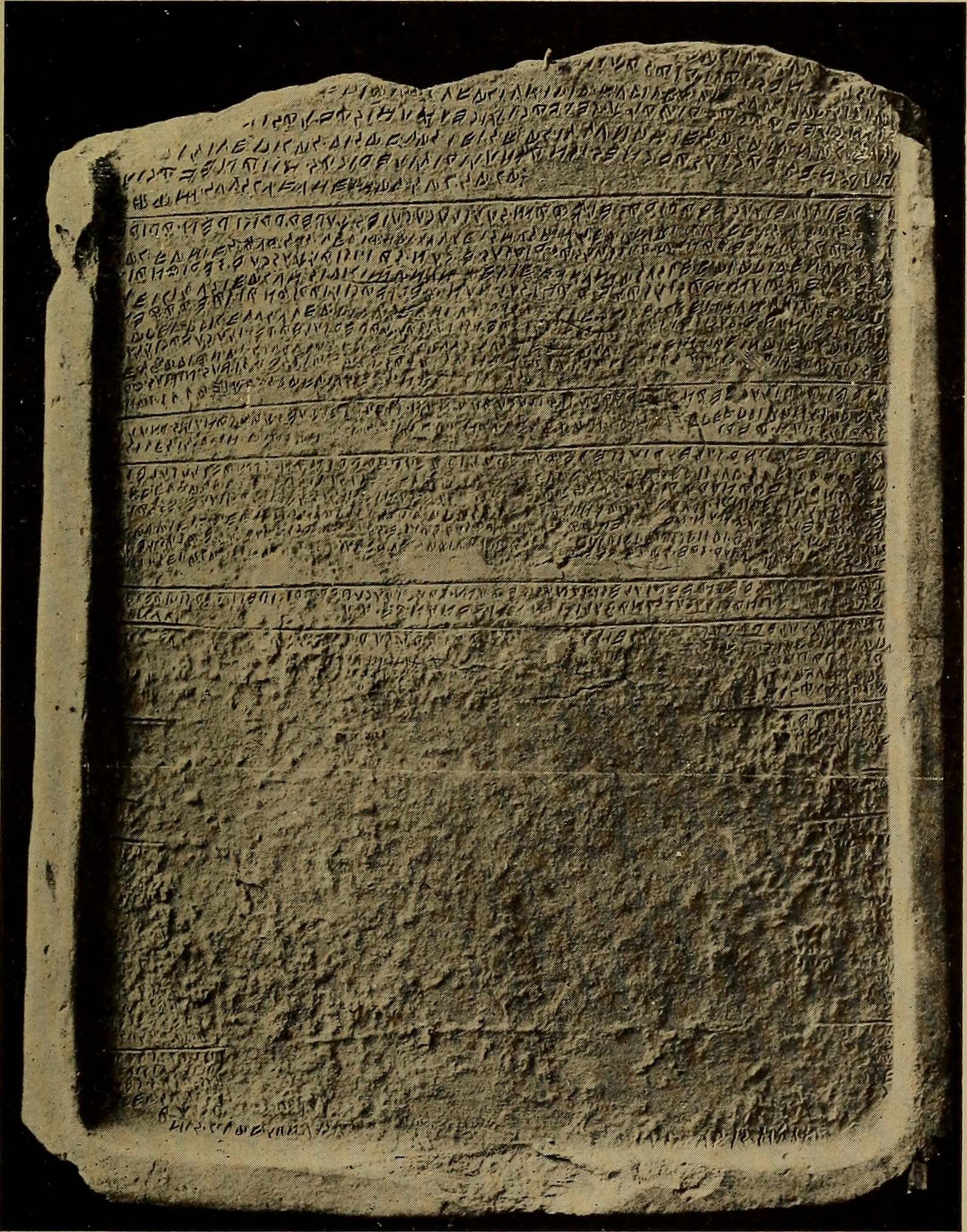
Табличка из Капуи

Табличка из Капуи (лат. Tabula Capuana, итал. Tavola Capuana, CIE 8682, TLE 2, ET TC) — древняя терракотовая плита размером 50 на 60 см с длинным выдавленным текстом на этрусском языке, датируемая примерно 470 годом до н. э. и, по-видимому, являющаяся ритуальным календарём. Хранится в Старом музее Берлина.
В надписи читаемы около 390 слов, что делает её вторым по объёму сохранившимся этрусским текстом. Самым длинным является так называемая «Льняная книга», также ритуальный календарь, использованный в Древнем Египте для обёртывания мумии, ныне находящийся в Археологическом музее Загреба.

## Описание
Горизонтальные линии разделяют текст на десять частей. Письменность соответствует той, что использовалась в Кампании в середине V века до нашей эры, хотя, несомненно, сам текст намного старше. Надпись выполнена бустрофедоном, то есть первую строку нужно читать слева направо, следующую справа налево и так далее.
Попытки расшифровать текст (Мауро Кристофани, 1995) в основном основаны на предположении, что в нем предписываются определённые обряды в определённые дни года в определённых местах для определённых божеств. Десять видимых разделов, по-видимому, посвящены разным месяцам, с марта по декабрь, тогда как январь и февраль, предположительно, были указаны в отсутствующих верхних разделах. Сам текст был отредактирован Франческо Ронкалли в Scrivere etrusco, 1985.

## История открытия
Табличка была обнаружена в 1898 году на кладбище Санта-Мария-Капуа-Ветере.